# Ла-Корунья
Ла-Корунья, или А-Корунья (галис. и исп. A Coruña, неофициально исп. La Coruña) — крупный город на северо-западе Испании, курорт и порт. Административный центр одноимённой провинции в составе автономного сообщества Галисия. Важный исторический порт, расположенный на северо-западном побережье Пиренейского полуострова. Центр города находится на полуострове, связанном с материком узким перешейком. В устье реки А-Корунья расположен порт, далее — городские пляжи Риасор и Орсан.
Население — 243 870 человек (2015), это второй по численности населения муниципалитет Галисии после Виго. Город является центром одноимённой агломерации, объединяющей 655 251 жителей — более половины общей численности населения провинции.
Плотность населения города рекордная для Галисии и всей Испании (6471,32 жителей на км²), поскольку муниципалитет имеет площадь всего 37,83 км². Большая часть промышленных объектов находится в пограничном городе Артейхо, одном из самых промышленно развитых центров Галисии. Таким образом, Ла-Корунья ориентирована в основном на сектор услуг. Вторичный сектор экономики представлен портом Ла-Корунья и нефтеперерабатывающим заводом Repsol. Климат города южно-океанический, с умеренными температурами круглый год.
В городе расположены Верховный суд Галисии, администрация губернатора провинции и штаб-квартира Королевской академии Галисии.
Муниципалитет ограничен на севере Атлантическим океаном, на востоке — устьем реки А-Корунья и муниципалитетом Олейрос, на юге — муниципалитетом Кульередо, на западе — Артейхо.

## Топонимика
Есть множество теорий происхождения названия города, в том числе индоевропейская, кельтская или латинская:
- теория римского происхождения: название города могло произойти от латинского acrunia — полуостров. Во времена Фердинанда II Леонского (XII век) топоним Crunia впервые был упомянут в хрониках. На протяжении века он также упоминался в формах áá Crunia[6] и da Crunia[7] (1257), в письме 1262 года город появляется как La Crunia[8]. В средние века часто встречались названия Crunnia и Crunna.
- второй вариант латинского происхождения: от corona — высокое место, с многочисленными вариантами галисийского языка — curuto, curota, corote, coroa. Есть европейские топонимические соответствия в английском, шведском, чешском и т. д. Греки использовали слово Cronos для описания высшей небесной божественности (отсюда термин Акро-polis — город на вершине).
- теория кельтского происхождения: от Cruinne — верховное божество, эквивалентное римскому Сатурну.
- второй вариант кельтского происхождения: от кельтского корня clunia, эволюционировавшего в Crunnia, Cruna, Curuna и Coruña. Город с похожим названием, Ла-Корунья-дель-Конде (Бургос), в древности назывался Clunia Sulpicia. В Португалии есть город под названием Кинта-да-Корунья, чьё название происходит, как считается, от галисийской Ла-Коруньи.
- от Cornia («рог»), по принципу происхождения названия британского полуострова Корнуолл, которое, в свою очередь, происходит от термина kerne, очень похожего на имя бога Кернунна.
- индоевропейская теория: от доримского корня Cor- (или Car-) со значением скала, камень на берегу моря. Совпадение географических названий в области служит доказательством данной версии: Коркубион, Корме, Кариньо, Карнота.

Традиционным названием в испанском языке является La Coruña, а в галисийском — A Coruña. Ещё одним, менее используемым в галисийском языке названием является Cruna (или A Crunha).
Этнонимы жителей города:
- Coruñés/sа — используется как в галисийском, так и в испанском языках.
- Brigantino/nа — от Brigantium (гипотетического названия города в римские времена)[13].
- Herculino/nа — обычно используемое прилагательное, приходящее от легенды о происхождении башни Геркулеса[14].
- cruñés (в галисийском) — от названия города Cruña[15].
- cascarilleiros — из-за высокого потребления шелухи какао горожанами в начале XX века[16][17].

## Символика
Символика города (герб) широко представлен в общественных местах — на фонарных столбах, урнах и даже на городском асфальте. Герб представляет собой щит лазурного цвета с башней Геркулеса, окруженной семью раковинами морских гребешков. Пожалуй, самым ярким элементом герба является череп со скрещенными костями, символизирующий останки убитого Гераклом великана Гериона, якобы погребённые в фундаменте башни.
Согласно легенде, Геркулес преследовал Гериона от самого Кадиса и вступил с ним в бой на полуострове, на котором ныне стоит Ла-Корунья. Геркулес, обезглавив Гериона на берегу моря, построил в честь поверженного врага маяк — башню, которая и изображена на гербе города.

## География

### Топография и рельеф
Ла-Корунья имеет своеобразный рельеф — центр расположен на Т-образном полуострове, соединенном перешейком с равниной и крутыми холмами с запада и востока. В настоящее время некоторые из них уже находятся в черте города после его расширения после 1940 года, а другие были превращены в зеленые зоны (холм Бенс и гора Сан-Педро). Муниципалитет также включает в себя более высокие места, такие как горы Сан-Педро, а также некоторые острова, такие как архипелаг Сан-Педро.

### Гидрография
Ла-Корунья почти полностью омывается водами Атлантического океана: с востока, от пляжа Орсан, до запада, до устья реки Коруньи. Через муниципалитет также протекает река Монелос, заключенная в подземный трубопровод и образованная слиянием реки Месойро с другими небольшими каналами, проходящими через окрестности Куатро-Каминос.
В центре города, рядом с Дворцом оперы и Парком Санта-Маргарита, находится водопад искусственного происхождения.

### Климат
Климат города океанический, согласно классификации климата Кёппена, с некоторым влиянием средиземноморского климата: минимальное количество осадков выпадает в летнее время, хотя они и недостаточно выражены. Температура остаётся мягкой в течение всего года.
Будучи прибрежным городом, он имеет морской климат, что обуславливает небольшую разницу температур между сезонами. Зима мягкая, лето умеренное, осадки сочетаются с солнечными сезонами. Среднегодовая влажность воздуха около 70 %.
В последние десятилетия город является одним из самых жарких в Галисии.
| Показатель                                | Янв.  | Фев. | Март | Апр. | Май  | Июнь | Июль | Авг. | Сен. | Окт.  | Нояб. | Дек.  | Год    |
| ----------------------------------------- | ----- | ---- | ---- | ---- | ---- | ---- | ---- | ---- | ---- | ----- | ----- | ----- | ------ |
| Средний суточный максимум, °C             | 13,5  | 14,1 | 15,5 | 16,2 | 18,1 | 20,6 | 22,1 | 22,8 | 22,0 | 19,1  | 16,0  | 14,1  | 17,8   |
| Средняя температура, °C                   | 10,8  | 11,1 | 12,4 | 13,0 | 15,0 | 17,4 | 19,0 | 19,6 | 18,6 | 16,1  | 13,3  | 11,5  | 14,8   |
| Средний суточный минимум, °C              | 8,1   | 8,0  | 9,2  | 9,9  | 12,0 | 14,3 | 15,9 | 16,4 | 15,2 | 13,0  | 10,5  | 8,9   | 11,8   |
| Норма осадков, мм                         | 111,7 | 87,7 | 75   | 88,2 | 75,5 | 43,7 | 34,3 | 35,2 | 63,6 | 130,3 | 138,1 | 131,4 | 1013,8 |
| Источник: Agencia Estatal de Meteorología |       |      |      |      |      |      |      |      |      |       |       |       |        |

| Показатель                        | Янв.  | Фев. | Март | Апр. | Май  | Июнь | Июль | Авг. | Сен. | Окт. | Нояб. | Дек.  | Год  |
| --------------------------------- | ----- | ---- | ---- | ---- | ---- | ---- | ---- | ---- | ---- | ---- | ----- | ----- | ---- |
| Средний суточный максимум, °C     | 13,4  | 13,9 | 15,4 | 17,0 | 18,8 | 21,0 | 22,7 | 23,2 | 22,6 | 20,4 | 15,8  | 14,3  | 18,2 |
| Средняя температура, °C           | 11,1  | 11,2 | 12,3 | 13,8 | 15,6 | 17,9 | 19,5 | 20,0 | 19,1 | 17,2 | 13,4  | 11,9  | 15,3 |
| Средний суточный минимум, °C      | 8,9   | 8,5  | 9,3  | 10,6 | 12,4 | 14,7 | 16,4 | 16,7 | 15,7 | 14,0 | 11,1  | 9,6   | 12,3 |
| Норма осадков, мм                 | 125,2 | 87,9 | 83,4 | 68,7 | 60,3 | 39,9 | 24,1 | 34,1 | 38,0 | 88,1 | 103,3 | 101,2 | 854  |
| Источник: www.weatheronline.co.uk |       |      |      |      |      |      |      |      |      |      |       |       |      |

Самая высокая температура была зафиксирована 28 августа 1961 года — 39,6°С, самая низкая — 7 января 1985 года — −4,8°С.
За последние десятилетия в регионе случались нетипичные погодные условия, такие как циклон Клаус в январе 2009 года с порывами ветра в 200 км/ч, и ураган Гортензия в октябре 1984 года, а также сильная жара в Европе в 2003 году. В 1987 году в период аномально холодной зимы в городе даже выпал снег.

### Флора и фауна
В садах в центре города, таких как Лос-Хардинес-де-Мендес-Нуньес, Сан-Карлос и Санта-Маргарита, очень много птиц, таких как большая синица, голубь, лесной голубь и дрозд. В предместьях встречаются канюки, перепелятники и пустельга. На побережье много чаек.
В парках Сан-Педро и Бенс-Кортигейро обитают щеглы, а летом гнездятся горлицы в зарослях дрока, встречаются ящерицы, кролики и даже лисы. Волнолом напротив замка Сан-Антон является убежищем во время прилива для внушительного количества водных птиц, включая куликов, веретенников и бакланов. На пляжах и скалах на побережье растут водоросли, красные и известковые, а в трещинах камней и на полосе прилива обитают крабы, морские звезды и мидии.
У побережья можно увидеть дельфинов и даже китов, которые иногда приближаются к пляжам.

### Экологические катастрофы
В 1976 году произошла первая из морских катастроф, которые повлияли на экологию побережья города. 12 мая того же года на мель сел танкер Urquiola, который загорелся, когда попытался приблизиться к порту Ла-Корунья. Власти пытались перетащить танкер в море, но баки корабля взорвались, начался разлив нефти, которая впоследствии загорелась. В результате этого инцидента берега города в течение многих недель были загрязнены нефтепродуктами.
Утром 3 декабря 1992 года танкер Mar Egeo (Эгейское море) вошел в порт Ла-Коруньи при неблагоприятных погодных условиях, при порывах ветра в более чем 100 км/ч и видимости менее 100 м. Из-за шторма танкер произвёл ошибочный манёвр и сел на мель на каменистых отмелях Хасентес, в нескольких сотнях метров от берега у входа в порт. По информации капитана, это произошло в 4:50.
В 8:00 судно село на мель у башни Геркулеса, недалеко от входа в гавань. В 9:45 судно раскололось на две части и вскоре загорелось. Капитан санкционировал эвакуацию 28 членов экипажа, которые были доставлены на берег спасательными вертолетами. Жертв удалось избежать, однако пришлось эвакуировать около 300 семей из прибрежных домов. Облако дыма от судна в течение нескольких часов закрыли небо над городом, в то время как во второй половине дня ветер погнал их в сторону Феррола.
Отсутствие барьеров для нефтяных пятен и разрушение некоторых из них не позволили остановить расползание нефтяного пятна, которое дошло до устьев рек а-Корунья, Арес, Бетансос и Феррол. В общей сложности пострадало около 300 км береговой линии, лишив также работы более чем 4000 рыбаков и разрушив прибрежную аквакультуру. Ущерб от аварии был оценен в 300 млн евро.
Корму Mar Egeo вынесло на берег у башни Геркулеса, и она в течение многих лет была одной из достопримечательностей. В конце концов, она была продана на аукционе в качестве металлолома одной астурийской компании, а якорь с танкера хранится в городском Аквариуме.
Компенсации лицам, пострадавшим от аварии, начали выплачиваться в 2002 году после долгого судебного разбирательства в Верховном суде Галисии.
10 сентября 1996 года гора мусора на городской свалке в районе Бенс обрушилась, накрыв собой дамбу и несколько зданий. 200000 кубических метров земли и мусора погребли под собой несколько машин и десятки катеров. Инцидент вызвал гражданские волнения, так как на несколько дней город накрыло волной невыносимой вони.
В ноябре 2002 года у берегов города потерпел крушение танкер Prestige, и нефтяное пятно достигло побережья, хотя ущерб экологии был в этот раз не столь серьёзным, как в предыдущих случаях.
Пляж Бенс на сегодняшний день является объектом опасений со стороны экологов. Рядом с ним расположены уже упомянутые очистные, а также НПЗ, центр очистки сточных вод и насосы для сточных вод города Артейхо. В 2005 году на пляж были выброшены более 1000 литров дизельного топлива с нефтеперерабатывающего завода. Топливо сначала слили в реку Напал, а затем оно осело на пляж. Greenpeace подал в суд на владельца НПЗ, компанию Repsol.

## История

### Доримская и римская эпохи
Существуют свидетельства доримских поселений на территории, занимаемой городом на сегодняшний день (Кастро-де-Эльвинья и Альто-де-Санта-Маргарита). Коренным населением области было, согласно Страбону, кельтское племя артабров.
Залив Ла-Коруньи упоминается в трудах классических географов под именем Portus Magnus Artabrorum и был одним из ключевых пунктов в торговом пути вдоль берегов Европы. Упоминавшийся в трудах историков топоним Brigantium, вероятно, соответствует нынешнему пригороду Ла-Коруньи Бетансосу. Дион Кассий пишет о прибытии Цезаря к берегам Бригантия. Во II веке на мысе Ла-Коруньи римляне возвели маяк, нынешняя башня Геркулеса. Недавно были обнаружены остатки некрополя и других римских зданий в районах Пескадерия и Монте-Альто.

### Средние века и Возрождение
После падения Римской империи регион был заселен свевами и вестготами. Арабское вторжение на Пиренейский полуостров в 711 году почти не затронуло эту местность, которая менее чем за сто лет стала частью христианского королевства Астурия. Бермудо II установил свой контроль над побережьем и «островом Фаро» (на самом деле это полуостров, на котором стоит башня Геркулеса), но между IX и X веками регион испытывал периодические набеги флотилий викингов (первое нападение викингов произошло в 844 году), что вызвало отток населения в Бетансос, под защиту ландшафта.
В 991 году появился порт, куда прибывали паломники, направлявшиеся в Сантьяго-де-Компостела.
В 1208 году город был покорён королем Леона Альфонсо IX, который переселил жителей соседнего города Эль-Бурго на место расположения нынешнего Старого города, перестроил город, дав ему имя Круния, и предоставил ему торговые привилегии. Таким образом, Ла-Корунья стала анклавом, подчиняющимся непосредственно королю, свободным от вассалитета по отношению к духовенству или феодалам Галисии.
Несколько десятилетий спустя Альфонсо X даровал городу земельные права и право продажи соли без уплаты налогов, что привело к его экономическому процветанию.
Во время правления Энрике III в конце XIV века были возведены стены, которые защищали город в последующие столетия. Часть их остатков сохранилась, как и трое ворот, которые вели из города к набережной Парроте. Так сохранился бастион, известный как Старая крепость (Fortaleza Vieja).
В 1446 году Хуан II даровал Ла-Корунье статус города. Карл I присутствовал на заседании местного кортеса и открыл в городе дом торговли специями.

### Новое время
В XVII—XVIII веках непрерывные войны испанской монархии привели к повышению налогов и увеличению нагрузки на население. Город впал в упадок.
В 1588 году из порта Ла-Коруньи вышла Непобедимая армада, а после её поражения город подвергся нападению пиратов Френсиса Дрейка. После сожжения монастырей Сан-Доминго, Сан-Томас и Пескадерия 19 мая англичане ушли.
В XVI—XVII веках Ла-Корунья превратилась в важнейший центр испанской торговли с Новым Светом. В 1620 году Филипп III создает навигацкую школу для мальчиков, а в 1682 году была отреставрирована башня Геркулеса.

#### XVIII век
В войне за испанское наследство город вновь страдал от повышения налогов и призыва населения в армию. Война закончилась в 1716 году, и город стал восстанавливаться благодаря производственной и экспортной деятельности каталонских предпринимателей, обосновавшихся в городе.
Во время правления Карла III была ликвидирована монополия Кадиса на торговлю с колониями в Америке. Тринадцать портов, в том числе Ла-Корунья, выиграли от отмены этой монополии. С этого момента город стал экономически активно развиваться, и король построил стену вдоль границ района Пескадерия (ее останки в настоящее время разделяют пляжи Риасор и Орсан). Именно в этом веке в городе открылась первая мануфактура: была открыта табачная фабрика (проработала до 1890-х годов).

### Новейшая история
Из Коруньи в Америку отправилась в 1803 году экспедиция во главе с Франсиско Хавьером Бальмисом, чтобы распространить на континенте первую в истории вакцину (против оспы).
Во время Пиренейских войн в мае 1808 года город оказал сопротивление наполеоновской оккупации. Патриотическое восстание началось 30 мая, когда толпа, возбужденная призывами к возмущению, подняла испанские флаги в честь именин короля Фердинанда VII. Капитан-генерал дон Антонио Филаньери попытался договориться с патриотами, но те вступили в его дворец. Филаньери уступил их давлению и в конечном итоге покинул дворец через боковую дверь, чтобы укрыться в монастыре Сан-Доминго. В городе был образован Совет обороны, как и в других крупных городах Испании. В 1809 году город был очищен от французов английской армией генерала Джона Мура (см. битва при Ла-Корунье).
Хуан Диас Порльер по прозвищу «Маленький маркиз» (Marquesito) произнёс здесь 19 августа 1815 года речь с требованием восстановить испанскую конституцию 1812 года. Через три дня либеральные военные его предали, арестовали и доставили в замок Святого Антония, где он был приговорен к смерти и казнён через повешение на бывшей площади Испании.
Во время Первой Карлистской войны Ла-Корунья осталась верна королеве Изабелле II. Город был осаждён несколько раз экспедициями карлистов. После окончания конфликта королева наградила город статусом столицы провинции в 1849 году. За первую половину XIX века население Коруньи выросло с 12 000 до 20 000 жителей.
В конце XIX века развитие новых отраслей промышленности и банков создали основу современного облика города. В то время такие фигуры, как Эмилио Пардо Басан или Аурелиано Линарес Рибас (заместитель главы Либеральной партии), повысили престиж города и внесли существенные финансовые пожертвования в трудные времена для населения Ла-Коруньи.
После потери последних испанских колоний в 1898 году многие галисийцы, которые до того обосновались в Карибском бассейне, так называемые «индейцы», вернулись со своими деньгами в город, желая воссоздать городскую роскошь, которую они знали в городах, таких как Гавана или Сантьяго-де-Куба.

#### XX век: присоединение муниципалитета Оса
В XX веке демографический и экономический подъём города был подчёркнут аннексией муниципалитета Оса, произошедшей 28 января 1912 года: присоединённые территории составили более 70 % нынешней территории муниципалитета. На новых землях активно открывались промышленные объекты, порт, бизнес-сеть и городские службы. Ла-Корунья стала столицей архитектурного авангарда Галисии на рубеже веков, после того, как в городе получили распространение здания с фасадами в стиле ар-нуво. В 1930 году компания Telefónica открыла центральную улицу Сан-Андрес, спроектированную архитектором Хосе Марией де ла Вега Самперой.

#### Вторая республика (1931—1936)
Муниципальные выборы 12 апреля 1931 года принесли победу республиканцам: Республиканская федерация Галисии, основанная адвокатом и политиком Сантьяго Касаресом Кирогой, получила 31 место в кортесе, ещё 2 места получили независимые республиканские депутаты, одно место досталось социалистам и всего 6 — монархистам.
В 1930-е годы город охватила волна антирелигиозных выступлений. 2 июля 1931 года во второй половине дня толпа сожгла церковь капуцинов. Вмешательство гражданской гвардии предотвратило подобное в доминиканском монастыре. 12 сентября 1933 года бомба взорвалась у задней двери церкви Сан-Андрес, но взрыв не причинил серьёзных повреждений. В том же году был сожжён приход Сан-Висенте-де-Эльвинья.

#### Гражданская война (1936—1939)
В 1936 году началась гражданская война, и армейские командиры, которые поддерживали военный переворот, взяли город под контроль. Военный губернатор и генерал-капитан были переведены в Ферроль, где они будут казнены по приговору военного суда за отказ присоединиться к восстанию.

#### Диктатура Франко (1939—1975)
Во время диктатуры Франсиско Франко была построена одна из главных подъездных дорог к центру города, получившая имя тогдашнего мэра Альфонсо Молины. Строительство финансировали бизнесмен Педро де Барри ла Маса, сторонник режима, и крупные компании, такие как Union Fenosa.
В течение 1960-х годов население города стало активно увеличиваться, всего за десять лет оно выросло на 60000 человек в связи с волной иммиграции из сельских районов и расширением города на запад и на юг со строительством новых районов.
В 1975 году постройка башни Hercon (также известный как башня Коста-Рика) ознаменовала новую для испанских городов тенденцию строительства высотных зданий.

#### Демократический этап
В 1981 году город потерял статус столицы Галисии, который он имел с 1563 года, и уступил его городу Сантьяго-де-Компостела, что вызвало акцию протеста жителей Ла-Коруньи.

### Последние десятилетия
Во время пребывания в должности мэра социалист Франсиско Васкес Васкес (1983—2006), избиравшийся мэром шесть раз подряд, начал реализацию масштабных проектов благоустройства города, наибольшее внимание уделив большой 12-километровой набережной (самой длинной в Европе) и трём научным музеям — Дому наук (вместе с планетарием), Дому Человека или Domus и Аквариуму.
В это время в городе была обустроена новая инфраструктура: Дворец оперы, Колизей (многофункциональное здание для всех видов мероприятий, в том числе корриды), парк скульптур рядом с Башней Геркулеса, башня морского командования, развлекательный центр в порту (который включает в себя новый конференц-центр), обширные прибрежные парки, обелиск Миллениум или реконструированные рыночная площадь Луго и стадион Риасор.
Последние годы мандата Васкеса были отмечены несколькими спорными решениями, в том числе конфронтацией с региональным правительством по поводу названия города (Васкес отстаивал кастильскую форму «Ла-Корунья»). В 2006 году Васкес был назначен премьер-министром Испании Хосе Луисом Родригесом Сапатеро послом при Святом Престоле, а место мэра занял Хавьер Лосада.
В 2008 году город праздновал 800-летие восстановления Ла-Коруньи королем Альфонсо IX и 200-летие битвы при Эльвинье. 29 июня 2009 года Башня Геркулеса, древний символ города, была внесена в список Всемирного наследия ЮНЕСКО.
В последнее десятилетие город расширяется, в первую очередь за счет иммиграции в городе (в городе проживает 21,766 иностранцев, большинство из них из Латинской Америки, Китая, Северной Африки и Африки к югу от Сахары).

## Экономика
Ла-Корунья в настоящее время самая богатая область Галисии. Порт. Нефтеперерабатывающая, алюминиевая, судостроительная, пищевая, текстильная промышленность. Производство оружия. Рыболовство.

## Достопримечательности

### Маяк «Башня Геркулеса»
Символом Ла-Коруньи является «Башня Геркулеса», старейший рабочий маяк в мире. Происхождение башни неизвестно, хотя она была перестроена римлянами во II веке н. э. В надписи на камне упомянуто имя Сервия Лупия, архитектора области Лузитания римской провинции Испания. Нынешний фасад в неоклассическом стиле представляет собой результат перепланировки, осуществлённой в XVIII веке. Военный инженер Эустахио Гьяннини отремонтировал маяк и провёл отделочные работы в 1791 году. В настоящее время башня имеет квадратную форму (в отличие от прошлых лет, когда она была круговая), в высоту достигает 58 метров. Башня включена с 2009 года в список всемирного наследия.

### Замок Сан-Антон
Замок Святого Антония расположен в районе порта. Он был построен на маленьком острове в центре залива, где стояла небольшая часовня в честь святого Антония. Цель строительства замка состояла в том, чтобы защитить город от нападения с моря. Его строительство началось в 1587 году, в соответствии с надписью на фасаде крепости. Во время атаки британского флота в 1589 году замок справился со своей задачей, несмотря на то, что был ещё недостроен. После нападения его строительство продолжалось до завершения работ в 1590 году. С XVIII века крепость стала тюрьмой, пока в 1960 году в городе не была построена тюрьма. Ныне в замке расположены археологический и исторический музеи.

### Церковь Санта-Мария
В Старом городе своей древностью и красотой выделяется монастырская церковь Санта-Мария (Санта-Мария-дель-Кампо). Это поздняя романская церковь (XII—XIII века) квалифицируется как соборная церковь с 1441 года. Она была закончена в 1302 году и состоит из трёх нефов и одной полукруглой апсиды.

### Церковь Сантьяго
Церковь Сантьяго (XII—XIII века), романской традиции, имеет большой крытый деревянный неф и три апсиды, модифицированные в XV—XVI веках. Она была построена на руинах монастыря Сан-Франсиско, основанного около 1214 года, и была частично разрушена в середине XVI века. В 1651 году она была перестроена, но вскоре вновь разрушена взрывом пороховой бочки.

### Церковь Святого Георгия
Церковь Святого Георгия построена в стиле барокко, состоит из трех нефов и имеет пышный внутренний декор. Фасад имеет колонны, что связывают с наследием архитектора барокко Фернандо де Касас-Новоа. В этой церкви была осуществлена первая попытка заключения гомосексуального брака в Испании (1901).

### Церковь Святого Николая
Средневековый храм пострадал в середине XVIII века и был полностью реконструирован. Наиболее заметным элементом его архитектуры является внутренняя отделка.

### Стены
Из старых городских укреплений на сегодняшний день сохранились остатки стен и трех ворот, выходивших к морю вдоль набережной Парроте, а также бастион, известный как Старая крепость, находящийся под государственной охраной.
Кроме того:
- курортная зона Риас-Альтас, атлантическое побережье Галисии с большим количеством отелей и песчаными пляжами
- монастыри Санта-Барбара и Санто-Доминго
- садик Сан-Карлос, в центре которого похоронен освободитель Ла-Коруньи от французов английский генерал Джон Мур
- В Корунье захоронен умерший в Гаване галисийский поэт и выдающийся представитель галисийского возрождения 2-й половины XIX века Мануэл Куррос Энрикес (1851—1908). В 1934 году в городе ему был воздвигнут монумент

- Ратуша Ла-Коруньи
- Могила генерала Джона Мура
- Памятник Мануэлу Курросу Энрикесу, 1934

## Спорт
В городе базируется футбольная команда «Депортиво Ла-Корунья», чемпион Испании 1999/2000.

## Города-побратимы
- Кадис
- Ресифе[48]
- Брест[48]
- Марильянелла
- Мар-дель-Плата[49]
- Каракас